# Пополта
По́полта — река в России, протекает в Калужской области и Смоленской области. Устье реки находится в 36 км по левому берегу реки Ресса. Длина реки составляет 74 км.
По месту на правом берегу реки Пополта в Калужской области, где впервые было раскопано Мощинское городище, получила название мощинская культура.

## Данные водного реестра
По данным государственного водного реестра России относится к Окскому бассейновому округу, водохозяйственный участок реки — Угра от истока и до устья, речной подбассейн реки — Бассейны притоков Оки до впадения Мокши. Речной бассейн реки — Ока.
Код объекта в государственном водном реестре — 09010100412110000021245.

### Притоки (км от устья)
- 3 км: река Шмея (лв)
- 16 км: река Перекша (пр)
- 36 км: река Нероча (пр)
- 64 км: река Песочня (пр)